# Srilankametrus serratus
Espèce
Synonymes
- Palamnaeus serratus Pocock, 1900
- Heterometrus serratus (Pocock, 1900)

Srilankametrus serratus est une espèce de scorpions de la famille des Scorpionidae.

## Distribution
Cette espèce est endémique du Sri Lanka. Elle se rencontre dans le Sud de l'île.

## Description
Srilankametrus serratus mesure de 100 à 130 mm.

## Systématique et taxinomie
Cette espèce a été décrite sous le protonyme Palamnaeus serratus par Pocock en 1900. Elle est placée en synonymie avec Heterometrus indus par Couzijn en 1981. Elle est relevée de synonymie par Kovařík, Lowe, Ranawana, Hoferek, Jayarathne, Plíšková et Šťáhlavský en 2016. Elle est placée dans le genre Srilankametrus par Prendini et Loria en 2020.

## Publication originale
- Pocock, 1900 : « Arachnida. » The fauna of British India, including Ceylon and Burma, London, Taylor and Francis, p. 1-279 (texte intégral).